# 盧淮
盧淮（1498年—1535年），字北紀，號文溪，直隸淮安衛軍籍，浙江慈谿縣人，明朝政治人物。

## 生平
正德十四年（1519年）己卯科應天府鄉試第十五名舉人。嘉靖八年（1529年）中式己丑科會試第二百八十七名，登第二甲第十名進士。四月考选庶吉士，因世宗不允，改兵部车驾司主事，十二年七月改任翰林院编修，十三年三月充经筵展書官，次年卒。

## 家族
曾祖盧榮，曾任義官；祖父盧璡；父盧鎬，曾任壽官。母桑氏。具庆下。